# Stolnica svete Marije, Sevilla

Stolnica Svete Marije sedeče (špansko Catedral de Santa María de la Sede), bolj znana kot stolnica v Sevilli, je katoliška stolnica v Sevilli (Andaluzija, Španija). Je največja gotska stolnica in tretja največja cerkev na svetu. Je tudi največja stolnica na svetu, ker obe večji cerkvi, Basílica do Santuário Nacional de Nossa Senhora Aparecida (Brazilija) in bazilika svetega Petra, nista sedeža škofa. Leta 1987 je bila vpisana na UNESCO-v seznam svetovne dediščine, skupaj s kompleksom palače Alcázar in zgradbo Archivo General de Indias, Sevilla.
Po končani gradnji v začetku 16. stoletja, je stolnica v Sevilli izpodrinila Hagijo Sofijo kot največjo stolnico na svetu, ki ga je bizantinska cerkev nosila skoraj tisoč let. Stolnica je tudi grob Krištofa Kolumba. Nadškofovska palača se nahaja na severovzhodni strani stolnice.

## Zgodovina

### Obdobje Almohade (1172-1248)
V času muslimanskega uprave, je almohadski kalif Abu Yacoub Jusuf ukazal zgraditi veliko mošejo v Sevilli na zemljišču, ki ga trenutno zaseda stolnica. Delo je trajalo med aprilom 1172 in marcem 1198, čeprav je bila odprta že 30. aprila 1182.
Delo je bilo zaupano znamenitemu arhitektu andaluzijskega porekla  Ahmedu Ben Basu, istemu, ki je zgradil palačo Buhayra v Sevilli. Zgradil je lepo pravokotno stavbo 113 x 135 m, s površino več kot 15.000 m². Imela je 17 ladij, opremljenih s podkvastimi loki in prostorno dvorišče, sahn, ki še vedno ohranja ime Patio de los Naranjos. Trenutna Vrata Odpuščanja so dostop do ograjenega dvorišča.

### Obdobje mudéjar (1248-1401)
Po osvojitvi mesta 23. novembra 1248 s strani kristjanov, je bila mošeja posvečena, kasneje je postala stolnica nadškofije z majhnimi spremembami, kot je kraljeva kapela, kjer so pokopani različni vladarji in družine, vključno z Alfonzom X., Ferdinandom III. in Beatrice Švabske.
Več kot 150 let so kristjani uporabljali muslimansko stavbo. Od  leta 1401 so si omislili nov tempelj popolnoma krščanskih oblik, a na podlagi tega, kar je ostalo od mošeje.

### Gotika (1401-1528)
Stolni kapitelj se je 8. julij 1401 odločil zgraditi nov tempelj, saj je bila stara mošeja Almohad v slabem stanju po potresu leta 1356, ki jo je resno prizadel. 
Za začetek gradnje velja leto 1402, ki pa ga nekateri danes pomikajo v leto 1434. Prvotni načrt naj bi izdelal Alonso Martínez. Naknadno naj bi leta 1439 delo kot delovodja prevzel Ysambarte. Njegov naslednik je bil Francoz Carlín (Charles Gauter de Rúan), ki je prevzel odgovornost za delo s plačo tisoč maravedis na leto in domnevajo, da je bil zadolžen za delo do svoje smrti leta 1448, kamnosek je bil Juan Normant. Med letoma 1498 in 1512 je služboval kot glavni mojster Alonso Rodríguez.
6. oktobra 1506, je bila uradna slovesnost v počastitev zaključka dela, pri katerem je bil na vrhu kupole postavljen "poslednji kamen". Nadškof Diego de Deza, ki je bil povabljen k sodelovanju, se je opravičil, da je preveč star, da bi plezal na vrh in je pričal kot gledalec ob kapeli Marije Antigve. Naslednje leto, 1507, je bila cerkev posvečena, čeprav nekateri deli še niso bili končani. Končni rezultat je bila veličastna gotska cerkev ogromnih dimenzij in stroge oblike.
Štiri leta pozneje, 28. decembra 1511 se je porušil eden od ogromnih stebrov in sprožil plaz, verjetno zaradi prekomerne teže konstrukcije, ki je prizadel kupolo. Alonso Rodríguez, po skrbni študiji o možnih rešitvah in arhitekt Juan Gil de Hontañón, po začetnem slogovnem okvirju, sta zasnovala novo kupolo, ki je bila končana leta 1519. Ta kupola se je porušila zaradi potresa 370 let kasneje,1. avgusta 1888. Arhitekt Joaquín Fernández je postavil novo podobno.

### Rennesansa (1528-1593)
Od leta 1528 dalje je bila izdelana serija pritiklin: glavna zakristija (Sacristía Mayor), kapiteljska dvorana (Sala Capitular), Kraljeva kapela (Capilla Real), druga zakristija (Sacristía de los Cálices) in druge kapele. V teh delih so sodelovali arhitekti Diego de Riano, Martin de Gainza in Asensio de Maeda. Tudi v tej fazi je Hernán Ruiz zgradil zadnjo fazo Giralde. Stolnica in njeni prostori so bili zaključeni leta 1593.

### Barok (1618-1758)
V tej dobi je bila zgrajena  la Iglesia del Sagrario (1618-1663), avtor Miguel de Zumarraga; je dejansko neodvisna cerkev, čeprav je povezana s stolnico in z njo komunicira. 

### Académica (1758-1823)
Fachada lateral sur de noche.
V tej fazi prevladuje neoklasicistični slog. Zgrajeni so bili različni deli, ki se nahajajo na jugozahodnem območju, med sedanjo ulico in Archivo de Indias. Med letoma 1762 in 1797 so bile porušene stavbe, ki so povezovale spomenik z mestom, da bi dobili popolnoma neodvisen prostor. Glavna arhitekta, ki sta sodelovala pri delih sta bila Manuel Núñez in Fernando de Rosales.

### Neogotika (1825-1928)
Dele stavbe, ki so ostali nedokončani, poskušajo narediti čim bližje prvotni gotski zasnovi. Nadaljevanje projekta vodi arhitekt Demetrio de los Ríos leta 1866, vrata Concepción in San Cristobal je končal Adolfo Fernández Casanova med letoma 1895 in 1917, ki je izvedel tudi  druga restavratorska dela. Eno fazo je začel Fernando de Rosales in končal Javier Luque.

### Stolnica v 21. stoletju
V letu 2010 je bil mejnik v mestu, ki je sprejelo 1.305.000 obiskovalcev, od tega več kot 99% turistov, ki obiščejo seviljske spomenike, ki se samofinancirajo, kar predstavlja pomemben vir prihodkov zbranih za restavratorska dela. Položaj objekta na Avenida de la Constitución, ki je glavni dostop do zgodovinskega središča mesta, je v zadnjih desetletjih doprinesel k izjemnemu fizikalnemu poslabšanju kamna, ki je bil prekrit z gosto črno skorjo na stenah in vratih, kar je posledica intenzivnega onesnaževanja okolja s plini zaradi prometa. 
Pomembni koraki v 21. stoletju vključujejo spremembo Avenije v pešcono in različna restavratorska dela, predvsem čiščenje in utrjevanje zahodne fasade, da bi očistili kamen in odstranili oksidacijo železnih materialov. Poleg tega obstajajo vrsta elementov, ki so bili razstavljeni in popravljani, kot skulpture, fiale, grimase in vitraji, ki so prejeli posebne oblike sanacije. Notranjost stolnice je bila zelo natančno proučena, da bi rešila poslabšanje strukture dveh stebrov, ki so imeli razpoke, odkrite v letu 1980. Natančna naloga je vključevala zamenjavo 576 blokov, od katerih ima povprečen težo 250 kg, brez spreminjanja jedra stebra. Leta 2011 se je začela obnova oltarnega zaslona, ki bo trajala vsaj 30 mesecev in večji posegi na tlaku kraljeve kapele ter fasadi, ki gleda na ulico Alemanes.

## Materiali
Katedrala je zgrajena iz kamna iz več kot 20 kamnolomov, z večine fosilnega apnenca iz kamnolomov v Sierra de San Cristobal, Puerto de Santa María, v pokrajini Cádiz. Naslednji po pomembnosti je bolj fino zrnat apnenec iz Espera, tudi v pokrajini Cádiz. Kamen iz Estepa, Utrera Morón de la Frontera in drugih krajev je uporabljen za podstavke, krogovičje, restavratorska dela, itd. Vrata Concepción in Princ so bila v poznem devetnajstem stoletju in v začetku dvajsetega narejena iz kamna Monovar, v provinci Alicante.

## Opis
Stolnica v Sevilli je bila zgrajena, da bi pokazala bogastvo v mestu, ki je postalo glavni trgovinski center v letih po rekonkvisti 1248. V juliju 1401 je bilo odločeno, da se zgradi novo stolnico. Po lokalnem ustnem izročilu naj bi člani kapitlja dejali: "Hagamos una Iglesia tan hermosa y tan Grandiosa que los que la vieren labrada nos tengan por locos" ("Zgradimo cerkev tako lepo in tako veliko, da bodo tisti, ki jo bodo videli končano mislili, da smo nori").  Gradnja se je začela leta 1402 in se nadaljevala do 1506. Duhovniki župnije so dali polovico svojega zaslužka za plačilo arhitektom, umetnikom, obrtnikom vitrajev, zidarjem, rezbarjem in delavcem ter za druge stroške. 
Pet let po tem, ko je bila gradnja končana, to je leta 1511, se je kupola zrušila in delo na se je ponovno začelo. Kupola se je zaradi potresa ponovno porušila leta 1888 in delo na kupoli se je nadaljevalo vsaj do leta 1903. Potres je povzročila uničenje "vseh dragocenih predmetov pod" kupolo. 
Notranjost ima od vseh stolnic v Španiji najdaljšo ladjo. Osrednja ladja se dviga do višine 42 metrov in je bogato okrašena z veliko količino pozlate. V glavnem delu katedrale je najbolj opazna funkcija super skrinjici podoben kor, ki zavzema osrednji del ladje, in velik gotski retabel z izklesanimi prizori iz Kristusovega življenja. Ta oltar je bil življenjsko delo enega samega mojstra,  Pierra Dancarta.
Gradbeniki so uporabili nekatere stebre in druge elemente iz starodavne mošeje, vključno z minaretom, ki je bil preurejen v zvonik, znan kot La Giralda, ki je postal najbolj znan simbol mesta.

## Giralda
Giralda je zvonik stolnice v Sevilli. Njegova višina je 105 m, njegova kvadratna osnova stoji 7,0 m nad morjem in ima stranico 13 m. Giralda je nekdanji minaret mošeje, ki je stala na mestu pod muslimansko oblastjo, in je bil zgrajen tako, da je spominjal na minaret  mošeje Koutoubia v Marakešu, Maroko. Minaret je bil preurejen v zvonik po rekonkvisti, čeprav so vrh dodali v renesansi. Leta 1987 je posatl del svetovne kulturne dediščine UNESCO-a. Stolp je bil eden od najpomembnejših simbolov  srednjeveškega mesta. Gradnja se je začela leta 1184 pod vodstvom arhitekta Ben Ahmad Baso-ja. Kronist Ibn al-Sahib Salah piše, da so ibla dela končana 10. marca leta 1198 z umeščanjem štirih pozlačenih bronastih kroglic v zgornjem delu stolpa. Po močnem potresu leta 1365 so kroglice zmanjkale. V 16. stoletju je arhitekt Hernán Ruiz zvoniku dodal mlajši; kip na vrhu, ki se imenuje "El Giraldillo" je bil postavljen leta 1568 in predstavlja zmagoslavje krščanske vere.

## Vrata
Stolnica v Sevilli ima petnajst vrat na svojih štirih fasadah. Glavna vrata so:

### Zahodna fasada
Vrata krsta (Portada del Bautismo) na levi strani, so bila zgrajena v 15. stoletju in okrašena s scenami, ki prikazujejo Jezusov krst, delavnica Lorenzo Mercadante de Bretaña. So v gotskem slogu okrašena s koničastim arhivoltom s krogovičjem. Vsebujejo skulpture bratov Sv. Izidorja in Sv. Leandra ter sestr Sv. Juste in Rufine, avtor Lorenzo Mecadante in serijo angelov in prerokov, obrtnika Pedro Millána. 
Glavna vrata ali vrata Marijinega vnebovzetja (Portada principal o de la Asunción ) so v centru zahodne fasade, so dobro ohranjena in bogato okrašena. Kardinal Cienfuegos y Jovellanos je naročil umetniku Ricardu Bellverju klesati relief Marijinega vnebovzetja nad vrati. Izveden je bil med 1877 in 1898.
'Vrata svetega Mihaela ali Kristusovega rojstva ( Portada de San Miguel o del Nacimiento) imajo kipe, ki predstavljajo rojstvo Jezusa, Pedro Millana. Zgrajena so bila v 15. stoletju in so okrašena s terakota skulpturami Sv. Laureana, Sv. Hermengild in štirih evangelistov. Danes se ta vrata uporablja za procesije v Svetem tednu.

### Južna fasada
Vrata Sv. Krištofa ali De la Lonja (Puerta de San Cristóbal o del Príncipe) (1887-1895) v južni prečni ladji je oblikoval Adolfo Fernandez Casanova in so bila končana leta 1917. Prvotno jih je zasnoval arhitekt Demetrio de los Rios leta 1866. Pred temi vrati stoji replika "Giraldillo".

### Severna fasada
Vrata spočetja ( Puerta de la Concepción ) (1895-1927), odprta na Dvorišče pomaranč (Patio de los Naranjos) in so zaprte, razen v prazničnih dneh. Oblikoval sta jih Demetrio de los Rios in Adolfo Fernandez Casanova, končana so bila leta 1895, zgrajena v gotskem slogu, da se skladajo z ostalo stavbo.
Vrata kuščarja (Puerta del Lagarto) vodijo iz Dvorišča pomaranč. Imenovana so tako zaradi krokodila, ki visi s stropa.
Sveta vrata (Puerta del Sagrario) omogočajo dostop do svetišča. Oblikoval jih je Pedro Sanchez Falconete v zadnji tretjini 17. stoletja, so uokvirjena s korintskimi stebri s kipi na vrhu, ki predstavljajo kralja Ferdinanda III. Kastiljskega poleg svetnikov Izidore, Leandra, Juste in Rufine.
Vrata odpuščanja ( Puerta del Perdón). Ta vrata omogočajo dostop do Dvorišča pomaranč iz Calle Alemanes in zato niso zares vrata stolnice. Pripadala so starodavni mošeji in so ohranila svojo obliko podkvastega loka. V začetku 16. stoletja so bila okrašena s terakota skulpturami kiparja Miguela Perrina, ki poudarjajo velik relief Očiščenja na vhodu loka. Ometne okraske je izdelal Bartolomé López.

### Vzhodna fasada
Vrata palic ali Čaščenja treh kraljev ( Puerta de Palos) so okrašena s kipi Lope Marina iz leta 1548, na vrhu imajo relief Čaščenje treh kraljev, ki ga je Miguel Perrin izvedel leta 1520. Ime "Palos" ali "palica" imajo zaradi lesene ograje, ki ločuje to območje od preostalega objekta.
Vrata zvonov ( Puerta de Campanillas) so tako imenovan, ker so v času gradnje tukajšnji zvonovi klicali delavce. Renesančne skulpture in relief na timpanonu predstavljajo Kristusov prihod v Jeruzalem in jih je naredil Lope Marin leta 1548.
- Vrata Krsta.
- Glavna vrata ali vrata Marijinega Vnebovzetja.
- Vrata Sv. Mihaelal.
- Vrata princa.
- Vrata Conception.
- Vrata palic.
- Detajl vrat palic.
- Vrata odpuščanja.

## Kapele
Stolnica ima 80 kapel, v katerih se je na dan zvrstilo do 500 maš, kot je navedeno v 1896.  Krstilnica v kapeli svetega Antona vsebuje sliko vizije svetega Antona (1656), avtor [[Bartolomé Esteban Murillao]. V novembru 1874 je bilo ugotovljeno, da so tatovi izrezali del, ki prikazuje Svetega Antona. Nato je v januarju 1875 španski priseljenec poskušal prodati ta fragment galeriji v New Yorku. Lastnik galerije, Hermann Schaus se je izpogajal za ceno $ 250 in kontaktiral španski konzulat. Po prodaji je Schaus poslal sliko na španski konzulat, ta pa preko Havane in Cádiza v Sevillo. 

## Časovnica
- 1184 - Začetek izgradnje Almohad mošeje
- 198 - Zaključek džamije
- 1248 - Osvojitev Seville Ferdinand III., sprememba mošeje v krščansko cerkev
- 1376 - Potres uniči minaret, nadomesti z zvonom v zatrepu
- 1401 - (8 julij) Sklep za zamenjavo nekdanje mošeje
- 1402 - Začetek gradnje ladje - SZ del
- 1432 - Ladja končana, začne se vzhodni del
- 1466 - Dovoljeno rušenje Kraljeve kapele Juana II. Kastiljskega
- 1467 - Vzhodni del končan, začnejo se dela na obokih dodajo sidra
- 1475 - Začetek izdelave kora
- 1478 - Končanje kora
- 1481 - odprtine vrat v glavnem oltarju izpolnjene
- 1482 - začetek izdelave retabla (oltarni zaslon)
- 1498 - Končani oboki, začetek izdelave lanterne
- 1506 - Glavna kupola je končana
- 1511 - Lanterna se poruši, začne se obnova
- 1515 - Novi korni oboki so končani
- 1517 - Novi oboki v transeptu so končani
- 1519 - Obnova lanterne je končana
- 1526 - Glavni retabel je končan
- 1551 - Začne se izdelava kapelea Real
- 1558 - Zvonik je nadomeščen
- 1568 - Giralda, najvišja fazae
- 1575 - Kapela Real je končana
- 1888 - Glavna kupola in oboki se porušijo zaradi potresa
- 1934 - Eduard Torres, duhovnik in dolgoletni zborovodja, umre
- 1995 - Infantinja Elena Španska, starejša hčerka kralja Juana Carlosa in kraljica Sofija, poroči Jaime de Maricharlar v katedrali

## Nagrobniki
- Krištof Kolumb
- Ferdinand Kolumb
- Ferdinand III. Kastiljski
- Elizabeta Hohenstaufen
- Alfonz X. Kastiljski
- Peter I. Kastiljski

## Patio de los Naranjos
Patio de los Naranjos (Dvorišče pomaranč) je bilo prvotno dvorišče v mošeji Almohad. Je pravokotne oblike, velikosti 43 m krat 81 m. Vse stranice so bile prvotno sestavljene iz sedmih dvojnih lokov, starejši so imeli trinajst lokov, dve seriji po šest z velikim obokom na sredini. Iz ulice v notranjosti se pride skozi Vrata odpuščanja (Puerta del Perdón), ki so okrašena z renesančnimi štukaturami, Bartoloméa Lopeza iz 1522. Vratna krila so lesena, prekrita z bronom, okrašena in izrezljana. To je pomembno delo iz 12. stoletja iz časa Almohadov. V sredini dvorišča je vodnjak iz časa Vizigotov.
Gradnja je potekala med letoma 1172 in 1186. Sprva je bil uporabljen za tipične dejavnosti muslimanskih sodišč (sahn). Po osvojitvi Seville leta 1248, so ga kristjani uporabljali za različne dejavnosti: pokopališče, letne sejme v mestu in podobno. Trenutno je Patio de los Naranjos eden izmed najpomembnejših delov stolnice in v celoti vključen vanjo. Skozi stoletja je doživel številne pomembne spremembe, kot leta 1618, ko je bilo porušeno zahodno krilo zaradi gradnje cerkve Sagrario. Od petnajstega stoletja je postopoma izgubljalo svojo kulturno konotacijo in ostalo zaprt prostor brez verskih dogodkov.

## Galerija
- Stolnica v Sevilli
- Zunanjost (južni pogled)
- Pogled iz Giralde
- Fasada stolnice
- Giralda kot se vidi iz Patio de los Naranjos
- Giralda iz Plaza Virgen de Los Reyes
- Streha stolnice iz Giralde
- Notranjost
- Notranjost
- Notranjost
- Relikvije
- Vrata Patio de los Naranjos, del stare mošeje Almohad, sedaj del stolnice
- Oltar, avtor Pierre Dancart, velja za eno najboljših oltarnih podob na svetu
- Juan Martínez Montañés, Cristo de los Cálices (1603), stoji v zakristiji
- Panoramski pogled
- Notranjost
- Detajl oboka